# Ставропольский уезд (Самарская губерния)
Ста́вропольский уе́зд— административно-территориальная единица в Российской империи и РСФСР, существовавшая в 1780—1924 годах. Уездный город — Ставрополь (ныне Тольятти).

## География
Уезд располагался в северо-западной части Самарской губернии, граничил по реке Волге с Симбирской губернией, на севере с Казанской губернией. Площадь уезда составляла в 1897 году 10 476,5 верст² (11 922 км²)
Площадь уезда имеет общее склонение к юго-западу и по берегу реки Волги прерывается небольшими возвышенностями в 10—15 саженей. Почва — суглинистый чернозём, несколько истощенный от усиленной распашки, местами супесчаный, называемый здесь «мукосейкой» и достигающий 1½—3 аршин глубины; встречаются и солонцы (до 500 десятин). Супесчаный чернозем встречается преимущественно близ рек, и по мере удаления от их берегов постепенно переходит в глинистый, лежащий непосредственно на глине, без посредствующего песчаного слоя.

### Гидрография
В гидрографическом отношении Ставропольский уезд более орошён в крайних своих частях, больше в северных, чем в центральных. Вся площадь уезда орошается системой Волги, которая на протяжении 190 вёрст отделяет Ставропольский уезд от Симбирской губернии. В северной части уезда в Волгу впадает река Майна, берущая начало в Казанской губернии, с притоками: Красной, Кайдамкой, Татаркой, Хмелевкой и Уренем; в южной части уезда река Большой Черемшан, которая по Ставропольскому уезду течёт на протяжении 90 вёрст и впадает в Волгу у села Хрящевки. Притоки с правой стороны: Малый Черемшан, Писмерка, Тия, Мелекес, Сосновка, Ерыкла, с левой: Малыкла, Большой Авраль, Грязнуха и Ташолка. Независимо от Черемшана, в южной же части уезда в Волгу впадает река Сускан, дугообразно обтекающая три волости уезда. Истребление лесов в значительной степени повлияло с одной стороны на изменение климата, сделав его более сухим, а с другой — на обмеление рек и речек. Речки Грязнуха, Хмелевка, Чалма, Кармала, Пискалка и др., обозначенные на карте Самарской губернии 1867 года, давно уже не существуют, из-за чего многие селения сильно страдают от недостатка воды.

### Климат
Бывающие здесь нередко холодные утренники в апреле и мае сильно вредят озимым и яровым хлебам. Среднее годовое количество осадков 455 мм. Количество осадков менее всего бывает зимой и в начале весны, с мая оно сразу начинает возрастать и достигает максимума в июне и июле (до 60—70). Число дождливых и снежных дней распределяется между месяцами не совсем так, как количество осадков: наибольшее количество дождливых и снежных дней приходится на декабрь, июнь, июль и август.

## История
20 июня (1 июля) 1737 года был основан город Ставрополь.
В 1744 году Ставрополь и крепости Закамской линии укреплений вошли в качестве особой провинции в образованную Оренбургскую губернию, из земель Ставропольского ведомства.
[Карта Российской Империи 1745 г.] [Карта Ставропольского ведомства 1755 г.]
В 1775 году деление губерний на провинции было отменено. Ставрополь стал центром Ставропольского уезда.
В 1780 году, в результате реформы Екатерины Великой, Ставропольский уезд, с территориальными изменениями, вошёл в состав Симбирского наместничества.
С 1796 года уезд в составе Симбирской губернии, к нему присоединяют заволжские территории Симбирского уезда. См. карту 1792 г.: Симбирское наместничество 1792 г..jpg
В 1812 году на Ставрополье, для Отечественной войны 1812 года, был создан один из 5 полков Симбирского ополчения. Кроме этого на войну с французами был отправлен Ставропольский калмыцкий полк.
В 1851 году уезд передан в состав вновь образованной Самарской губернии.
14 октября 1918 года Ставропольский уезд был упразднён, а его территория преобразована в Мелекесский уезд.
16 апреля 1919 года из Мелекесского уезда в Ставропольский были переданы город Ставрополь, Верхнебелоозерская, Вишенская, Выселская, Мусорская, Никольская, Нижнесанчелеевская, Новобинарадская, Новобуянская, Старобинарадская, Ташольская, Фёдоровская, Хрящевская и Ягодинская волости.
25 февраля 1924 года Ставропольский уезд был ликвидирован. При этом Верхнеболоозеровская, Вишенская, Мусорская, Ташольская и Хрящевская волости были переданы в состав Мелекесского уезда, город Ставрополь получил статус сельского населённого пункта и вошёл в состав Мелекесского уезда, а Выселская, Никольская, Нижнесанчелеевская, Новобинарадская, Новобуянская, Старобинарадская, Фёдоровская и Ягодинская волости — в состав Самарского уезда.

## Население
| Год  | Численность | Численность |
| ---- | ----------- | ----------- |
| 1781 | 65 203      | [ 6 ]       |
| 1859 | 173 560     | [ 7 ]       |
| 1890 | 268 692     | [ 8 ]       |
| 1897 | 283 376     | [ 9 ]       |
| 1910 | 354 215     | [ 2 ]       |

По земско-статистической переписи 1884 г., русских числилось 150907, мордвы 26145, чуваш 8779, татар 32354, всего 218185 человек.
Уезд стал заселяться лишь со времени покорения Казанского царства, и главным образом вслед за постройкой Закамской засечной черты и крепостей — Белого Яра (1652 г.), Ерыклинска, Тиинска, Тиунека (1654 г.) и др., — первоначально служилыми инородцами, а с конца XVII века и русскими крестьянами. В момент переписи населения и измерения земель Ставропольского уезда по распоряжению правительства в 1678 году во многих селениях крестьяне показаны были уехавшими в «верховые города для хлебной продажи».
По данным переписи 1897 года в уезде проживало 283 376 чел. В том числе русские — 68,4 %, мордва — 13,9 %, татары — 13,5 %. В городе Ставрополь проживало 5 969 чел.

## Административное деление
В 1913 году в уезде было 4 стана и 36 волостей:
| - Архангельская — с. Архангельское - Больше-Кандалинская — с. Большая Кандала - Бряндинская — Бряндино - Бело-Ярская — с. Белый Яр - Выселская - Высоко-Колковская - Ерыклинская — с. Ерыклинск - Коровинская — с. Коровино - Кременская — с. Кремёнки - Крестово-Городищенская — с. Крестово-Городище - Лебяжинская — Лебяжье - Мулловская — с. Мулловка | - Мусорская — с. Мусорка - Нижне-Санчелеевская — с. Нижнее Санчелеево - Никольская, - Ново-Бинарадская — с. Новая Бинарадка - Ново-Буянская — с. Новый Буян - Ново-Майнская — с. Новая Майна, - Ново-Малыклинская — с. Новая Малыкла, - Озерская — с. Озёрки - Помряскинская — с. Дмитриево-Помряскино - Рождественская, - Рязановская — с. Рязаново, - Старо-Бинарадская — с. Старая Бинарадка, | - Старо-Бесовская — с. Старая Бесовка - Старо-Майнская — с. Старая Майна, - Старосохчинская — с. Старая Сахча, - Суходольская — с. Суходол, - Ташелская — с. Ташелка, - Тиинская — с. Тиинск - Федоровская — с. Фёдоровка - Хмелевская, - Хрящевская — с. Хрящёвка, - Чердаклинская — с. Чердаклы, - Черемшанская — с. Никольское-на-Черемшане, - Ягодинская — с. Ягодное. |

## Сельское хозяйство
Земледелие составляет господствующее занятие жителей. Всех селений 200, поземельных общин 261, крестьянских дворов 39956. Владеет землей население отчасти на общинном, отчасти на подворном, отчасти на четвертном праве. Безземельных дворов 3124 с 5592 душами обоего пола, бездомовых 2270. Крестьянам принадлежат 490967 десятин земли, частным лицам — 217853, казне — 55 7 74, удельному ведомству 240311, церковной земли 3384 и городским обществам принадлежит 22217 десятин. Пахотной земли у крестьян 357593 десятины, сенокосной 40915 десятин, усадебной и выгонной 38166 десятин и лесной 24029 десятин. В 1896 г. было засеяно: ржи 1085026 пудов, овса — 302996, пшеницы — 106296, гороха — 140458, проса — 71186, полбы — 98720, картофеля — 303299, гречи — 54786, льна — 13104 пуда. Урожай ржи был сам 8, пшеницы — сам 9, прочих хлебов сам 3—5. Рабочих лошадей 72752, коров 49924, овец 1 8 9335, прочего мелкого скота 72884 головы.

## Промышленность и торговля
Местными промыслами занято 5095 человек, отхожими — 815. Из местных промыслов главные — смолокурение и жжение угля, а также бондарное и гончарное производства. Хлебная торговля производится преимущественно в пяти пунктах: в городе Ставрополе, посаде Мелекесе, Старой Майне, Хрящевке и Белом Яре, откуда ежегодно отправляется, в среднем, ржи, пшеницы (перерода и русской), овса и проса свыше 3 млн пудов. Торгово-промышленных заведений 1505, из них хлебных амбаров 370, паровых мельниц 5, ветряных 821, водяных 134, магазинов и лавок 440, фабрик и заводов 68, казённых винных лавок 70.

## Здравоохранение и образование
На земский счет содержатся 4 больницы и 1 приемный покой со 124 кроватями; врачей 9, фельдшеров 12, фельдшериц-акушерок 10. Земских школ в уезде 53 с 3740 учащимися обоего пола, церковно-приходских школ 24, школ грамотности 70, всех учащихся 7026 человек. В 68 селениях нет никаких школ, в 21 селении только школы грамотности. На земский счет содержатся книжный склад и 20 народных библиотек.

## Бюджет земства
В 1897 году уездным земством получено доходов 164551 руб., из них по земельному обложению 110240 руб.; израсходовано 163530 руб., из них по земскому управлению 14357 руб., на медицину 60728 руб., на народное образование 22487 руб.